# Рождественский район (Ленинградская область)
Рождественский район — административно-территориальная единица в составе Ленинградской области РСФСР с центром в селе Рождество, существовавшая в 1927—1931 годах.
Рождественский район в составе Боровичского округа Ленинградской области был образован в августе 1927 года из 31 сельсовета Фировской волости и 1 с/с Рабежской волости (обе волости входили в Валдайский уезд Новгородской губернии).
Всего было образовано 32 с/с: Гадышевский, Галутинский, Гачкинский, Городокский, Горский, Горшковский, Градобитский, Гребеневский, Дуплевский, Жабенский, Жаровский, Заморинский, Каменикский, Королевский, Кострублевский, Кузинский, Леткинский, Луковский, Мартюшинский, Озеревский, Перелесенский, Поддубский, Роговский, Рождественский, Рудневский, Скоковский, Софиевский, Фировский, Фралевский, Ходуновский, Хрыпловский, Яхновский.
В ноябре 1928 года были упразднены Галутинский, Горский, Горшковский, Градобитский, Гребневский, Жаровский, Заморинский,
Королевский, Кострублевский, Мартюшинский, Озеревский, Поддубский, Рудневский, Скоковский, Софиевский, Фралевский, Хрыпловский с/с; образован Домкинский с/с.
20 сентября 1931 года Рождественский район был упразднён, а его территория в полном составе включена в Бологовский район.
Ныне территория бывшего Рождественского района составляет основную часть Фировского района Тверской области.